# Капустин, Яков Фёдорович
Я́ков Фёдорович Капу́стин (1904, дер. Михеева Тверской губернии — 1 октября 1950, Левашово) — советский государственный и партийный деятель.

## Биография
Из крестьян. С 1923 года — землекоп на Волховстрое. С 1925 года — клепальщик на заводе «Красный путиловец» (Ленинград).
В 1926—1928 служил в РККА. Член ВКП(б) с 1927 года.
В 1934 году получил образование в Индустриальном институте (Ленинградском политехническом институте)
C 1938 года — на партийной работе. В 1938—1939 года — секретарь парткома и парторг ЦК ВКП(б) на Кировском заводе. В 1939—1940 года — секретарь Кировского райкома партии. В 1940—1945 года — секретарь Ленинградского горкома ВКП(б). Во время блокады Ленинграда — Уполномоченный Государственного комитета обороны по эвакуации предприятий Ленинграда.
С января 1945 года — 2-й секретарь Ленинградского горкома ВКП(б).
28 июля 1949 года был арестован, обвинён в связях с английской разведкой («Ленинградское дело»). Приговорён к смертной казни. 1 октября 1950 расстрелян в Левашовской пустоши.
В 1954 году реабилитирован, в 1988 году восстановлен в партии.
Сын — Андрей Яковлевич.